# خوزه اورلیو سوارز
خوزه اورلیو سوارز (انگلیسی: José Aurelio Suárez؛ زادهٔ ۱۸ دسامبر ۱۹۹۵) بازیکن فوتبال اهل اسپانیا است.
از باشگاه‌هایی که در آن بازی کرده‌است می‌توان به باشگاه فوتبال آلکورکون، باشگاه فوتبال ژیرونا، باشگاه فوتبال بارسلونا بی، و باشگاه فوتبال بارسلونا اشاره کرد.